# Rhipidia distela
Rhipidia distela är en tvåvingeart som först beskrevs av Alexander 1967.  Rhipidia distela ingår i släktet Rhipidia och familjen småharkrankar.
Artens utbredningsområde är Ecuador. Inga underarter finns listade i Catalogue of Life.